# Heba Aly Salaheldin
Heba Aly Salaheldin, née vers 1982, est une karatéka égyptienne connue pour la médaille de bronze qu'elle a remportée en kumite individuel féminin moins de 53 kilos aux championnats du monde de karaté 2006 à Tampere, en Finlande.

## Palmarès
- 12 octobre 2001 :  médaille d'or en kumite individuel féminin moins de 53 kilos aux championnats du monde de karaté juniors et cadets 2001 à Athènes, en Grèce[1].
- octobre 2003 :  Médaille d'or en kumite individuel féminin moins de 53 kilos aux Jeux africains de 2003 à Abuja, au Nigeria[2]
- 15 octobre 2006 :  Médaille de bronze en kumite individuel féminin moins de 53 kilos aux championnats du monde de karaté 2006 à Tampere, en Finlande[3].